# Ronnie Lang
Ronnie Lang (auch Ronny Lang, eigentlich Ronald Langinger, * 24. Juni 1927 in Chicago) ist ein US-amerikanischer Jazz- und Studiomusiker (Alt- und Baritonsaxophon, Klarinette, Flöte), der vor allem für sein Altsaxophonsolo im Soundtrack von Martin Scorseses Filmdrama Taxi Driver (1976) in Erinnerung bleibt.

## Leben und Wirken
Lang erhielt zunächst Klavierunterricht und wechselte im Alter von elf Jahren auf die Klarinette, bevor er sich auf das Altsaxophon konzentrierte. Er begann seine Karriere 1946 als Orchestermusiker in der Band des Gitarristen Earl Spencer, mit dem er im Casino Gardens Ballroom in Ocean Park, Santa Monica, auftrat. 1947 gehörte er zu Hoagy Carmichaels Teenagers, um dann in den Bands von Ike Carpenter und Skinnay Ennis zu spielen. Seine Zusammenarbeit mit Les Brown (ab 1949), in deren Verlauf er in dem Kurzfilm Connee Boswell and Les Brown's Orchestra (1950) auftrat, wurde durch seinen Wehrdienst bis 1953 unterbrochen.
In den folgenden Jahren studierte er am Los Angeles State College of Applied Arts and Sciences. Mit Marty Paich, Bob Enevoldsen, Dave Pell, Ray Leatherwood und Johnny Lais bildete er seine All Stars und nahm 1957 sein Album Modern Jazz auf. Er begann ab 1958 als Studiomusiker u. a. mit Stan Kenton, Anita O’Day, Ray Anthony, Ella Fitzgerald, Pete Rugolo, Billy May, Frank Capp, Peggy Lee und Rosemary Clooney zu arbeiten. Des Weiteren war er ab den 1960er-Jahren vermehrt an den Soundtracks von Filmkomponisten wie Henry Mancini, Lalo Schifrin, Jerry Fielding und Bernard Herrmann (Taxi Driver) beteiligt. Im Bereich des Jazz spielte er laut Tom Lord zwischen 1946 und 1992 bei 228 Aufnahmesessions, etwa bei Patti Page, Matt Dennis, Louis Armstrong/Hal Mooney, Johnny Richards, Mel Tormé, Bobby Troup, Connie Haines, Don Fagerquist, Ted Nash/Maxwell Davis, The Four Freshmen, Skip Martin, June Christy, Frank Sinatra/Nelson Riddle, Earl Hines und Erroll Garner.